# Боксхолм (община)
Община Боксхолм (на шведски: Boxholms kommun) е разположена в лен Йостерйотланд, югоизточна Швеция с обща площ 607 km2 и население 5278 души (към 31 декември 2013). Административен център на община Боксхолм е едноименния град Боксхолм.